# گمینا کورفانتوو
گمینا کورفانتوو (به لهستانی:  Gmina Korfantów) یک گمینا در لهستان است که در شهرستان نسا واقع شده‌است. گمینا کورفانتوو ۱۷۹٫۷۸ کیلومتر مربع مساحت و ۹٬۷۸۴ نفر جمعیت دارد.